# レオナ・ヘルムズリー

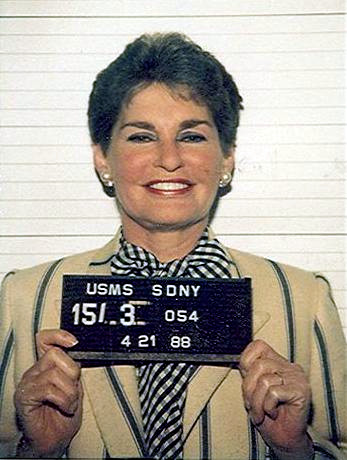
連邦保安官に逮捕された際のマグショット、1988年

レオナ・ヘルムズリー（Leona Helmsley, 1920年7月4日 - 2007年8月20日）は、アメリカの女性実業家。不動産王の夫ともに、エンパイアーステートビルをはじめとするニューヨークの高級不動産や、全米に展開するホテルチェーンの運営を手がけた。徹底的な仕事至上主義、短気で非情、強欲なところから、Queen of Mean（意地悪女王）と呼ばれた。死後、愛犬に1200万ドルの遺産を残したことでも有名。

## 生涯
1920年にニューヨーク市郊外で帽子職人の子として生まれた。本名はリナ・ミンディ・ローゼンタール。両親はポーランドからのユダヤ系移民。家族とともに転居を繰り返したあとマンハッタンで高校に進学したが中退。ローゼンタールというユダヤ風の苗字をロバートと改名してモデルや秘書として働き始めた。1941年に弁護士と結婚して一子をもうけたが1952年に離婚。1953年に衣類会社社長と再婚、1960年に離婚。不動産販売員として頭角を現し、60年代末には勤めていた不動産会社の重役になった。
1960年代末に、資産50億ドルと言われた63歳の不動産王ハリー・ヘルムズリー（Harry Helmsley）に接近し、1972年に結婚。ハリーはブルックリンの貧しい出身ながら法律家のビジネスパートナーと組んで1950年代に不動産ビジネスで成功。働き者で真面目一徹、信心深く控え目だったのが、33年間連れ添った妻と突然別れてレオナと再婚し、急に華やかな生活を送るようになったため周囲を驚かせた。レオナは結婚後すぐに、セントラル・パークを見下ろす一等地にあるハリー所有の高級ペントハウスを室内プールと温室付きの超豪華版に大改造したうえ、フロリダ州パームビーチの別宅から自家用ジェットでマンハッタンに通勤する生活を始めた。
1973年にフロリダの別宅で賊に襲われて刺され、入院。それをきっかけに、疎遠になっていた息子ジェイと再会し、ハリーの子会社の重役にした。しかし、ジェイが1982年に40代で妻と4人の子を残して病死すると、未亡人に対して借金の返還請求をして家と財産を奪った。
1980年に、全米に30のホテルを有するヘルムズリー・ホテル・チェーンの社長に就任。徹底したサービス向上と、自ら「ホテルの女王」と称して出演した派手な広告戦略が功を奏してホテル稼働率を25%から75%に引き上げた一方、その短気でヒステリックな暴君ぶりから従業員からは「ホテルの女王」ならぬ「性悪女王」などと呼ばれた。
1986年、従業員から起こされた訴訟をきっかけに次々と経費の私的利用や脱税が発覚。裁判を通じてさまざまな暴露合戦が続くなか、ヘルムズリー家の家政婦が証言した発言「税金は庶民が払うもの」が世間を騒がせた。罰金と4年の服役が課せられたが、最終的に18か月の収監と社会奉仕に軽減された。
1993年に服役を終えると、篤志家として、病院建設などに寄付を始めた。しかし、その後も次々と不当解雇などで元従業員から訴訟を起こされ続け、莫大な賠償金を支払った。ハリーが病床につくと、長年のビジネスパートナーたちからも放漫経営を理由に訴訟をおこされた。1997年にハリーの死去によって不動産仲介会社の大手として君臨していたヘルムズリー・スプリー社を含む全財産を相続した。ハリーはエンパイアステートビルの賃借権を持っていたが、相続したレオナは、当時ビルの所有者の一人だったドナルド・トランプと口汚い争いを繰り広げた。その後、訴訟をおこしていたビジネスパートナーたちに同社を売却し、慈善活動家として寄付を続けた。2007年、富裕層が多く住むことで有名な高級住宅街コネチカット州グリニッジの豪邸で「わたしのおとぎ話は終わった」と言い残し病死した。87歳没。

## 遺産相続
レオナが亡くなったとき、遺族として、弟と、孫4人（息子ジェイの子）、ひ孫12人がいたが、遺言により、愛犬のマルチーズ「トラブル」に最高額の遺産1200万ドルが残された。ほかに、弟に1000万ドルと、愛犬の世話が託され、孫2人には少なくとも年1回は父親の墓参りをすることを条件に、それぞれ500万ドルが残されたが、残りの孫2人は「彼らも知っている理由により」、相続から外された。また、40億ドル相当とされる保有株式は、慈善活動用の信託基金にされた。のちに、裁判所命令により、愛犬の相続額は200万ドルに減額され、相続から外された二人の孫にそれぞれ400万ドルと200万ドルが与えられることになった。なお、愛犬は、殺害予告があったためフロリダの施設に匿われていたが、2010年に12歳で死亡。遺産は慈善信託基金に引き継がれた。